# Los Chóvales
Los Chóvales es una localidad del municipio de Molinicos (Albacete), dentro de la comarca de la Sierra del Segura, y de la comunidad autónoma de Castilla-La Mancha. Dista 18,9 km del núcleo principal, a través de la carretera provincial AB-31 ( CM-412  – Vegallera). Se sitúa al suroeste del término municipal, a una altura aproximada de 1100 m s. n. m., muy cercana al parque natural de los Calares del Río Mundo y de la Sima.